# Wereldkampioenschappen veldrijden 2024
De wereldkampioenschappen veldrijden 2024 werden gehouden van vrijdag 2 tot en met zondag 4 februari in het Tsjechische Tábor. Het was de vierde keer dat de WK worden gehouden in Tábor, na 2001, 2010 en 2015. Net als het voorgaande jaar werd er een gemengde estafette verreden.

## Programma
| Datum               | Tijd  | Categorie          |
| ------------------- | ----- | ------------------ |
| Vrijdag 2 februari  | 12:30 | Gemengde estafette |
| Zaterdag 3 februari | 11:00 | Meisjes junioren   |
| Zaterdag 3 februari | 12:30 | Mannen beloften    |
| Zaterdag 3 februari | 14:30 | Vrouwen elite      |
| Zondag 4 februari   | 11:00 | Jongens junioren   |
| Zondag 4 februari   | 12:30 | Vrouwen beloften   |
| Zondag 4 februari   | 14:30 | Mannen elite       |

## Selecties

### België
- Elite mannen:  Jens Adams, Eli Iserbyt, Thibau Nys, Laurens Sweeck, Toon Vandebosch, Niels Vandeputte, Michael Vanthourenhout, Joran Wyseure, Witse Meeussen[1] [2]
- Elite vrouwen: Sanne Cant, Alicia Franck, Marion Norbert Riberolle, Laura Verdonschot
- U23 mannen: Arne Baers, Yordi Corsus, Aaron Dockx, Ward Huybs, Yorben Lauryssen, Jente Michels, Victor Van de Putte, Emiel Verstrynge
- U23 vrouwen: Julie Brouwers, Fleur Moors, Xaydee Van Sinaey
- Junior mannen: Senn Bossaerts, Arthur Van den Boer, Mats Vanden Eynde
- Junior vrouwen: Shanyl De Schoesitter, Sanne Laurijssen
- Gemengde estafette: Shanyl De Schoesitter, Arthur Van den Boer, Julie Brouwers, Ward Huybs, Sanne Cant, Michael Vanthourenhout[3]

### Nederland
- Elite mannen: Lars van der Haar, Joris Nieuwenhuis, Mathieu van der Poel, Pim Ronhaar, Ryan Kamp, Corné van Kessel, Mees Hendrikx[4]
- Elite vrouwen: Ceylin del Carmen Alvarado, Fem van Empel, Puck Pieterse, Lucinda Brand, Annemarie Worst, Inge van der Heijden, Manon Bakker, Denise Betsema, Aniek van Alphen[5]
- U23 mannen: Tibor del Grosso, David Haverdings, Danny van Lierop, Lucas Janssen, Bailey Groenendaal, Guus van den Eijnden
- U23 vrouwen: Leonie Bentveld, Lauren Molengraaf
- Junior mannen: Keije Solen, Senna Remijn, Floris Haverdings, Michiel Mouris, Ruud Nagengast
- Junior vrouwen: Puck Langenbarg, Sara Sonnemans, Mae Cabaca, Bloeme Kalis, Noi Moes
- Gemengde estafette: geen deelname[6]

## Medailleoverzicht
| Categorie        | Goud | Goud     | Zilver                                                                                                   | Zilver  | Brons | Brons   |
| ---------------- | --- | -------- | --- | ------- | --- | ------- |
| Mannen           | |          | |         | |         |
| Mannen elite     | Mathieu van der Poel                                                                                    | 58'14"   | Joris Nieuwenhuis                                                                                        | + 37"   | Michael Vanthourenhout                                                                                       | + 1'06" |
| Mannen beloften  | Tibor del Grosso                                                                                        | 52'02"   | Emiel Verstrynge                                                                                         | + 27"   | Jente Michels                                                                                                | + 27"   |
| Jongens junioren | Stefano Viezzi                                                                                          | 42'01"   | Keije Solen                                                                                              | + 9"    | Kryštof Bažant                                                                                               | + 31"   |
| Vrouwen          | |          | |         | |         |
| Vrouwen elite    | Fem van Empel                                                                                           | 46'19"   | Lucinda Brand                                                                                            | + 1'20" | Puck Pieterse                                                                                                | + 1'54" |
| Vrouwen beloften | Zoe Bäckstedt                                                                                           | 48'24"   | Kristýna Zemanová                                                                                        | + 44"   | Leonie Bentveld                                                                                              | + 55"   |
| Meisjes junioren | Célia Gery                                                                                              | 37'01"   | Cat Ferguson                                                                                             | + 5"    | Viktória Chladonová                                                                                          | + 14"   |
| Gemengd          | |          | |         | |         |
| Estafette        | Frankrijk Rémi Lelandais Hélène Clauzel Martin Groslambert Lauriane Duraffourg Aubin Sparfel Célia Gery | 1u01'23" | Verenigd Koninkrijk Cameron Mason Anna Kay Corran Carrick-Anderson Zoe Bäckstedt Oscar Amey Cat Ferguson | z.t.    | België Michael Vanthourenhout Sanne Cant Ward Huybs Julie Brouwers Arthur Van den Boer Shanyl De Schoesitter | + 32"   |

## Uitslagen

### Mannen, elite
| Plaats        | Renner                 | Land      | Tijd    |
| ------------- | ---------------------- | --------- | ------- |
| Regenboogtrui | Mathieu van der Poel   | Nederland | 58'14"  |
| Zilver        | Joris Nieuwenhuis      | Nederland | + 37"   |
| Brons         | Michael Vanthourenhout | België    | + 1'06" |
| 4.            | Pim Ronhaar            | Nederland | + 1'36" |
| 5.            | Eli Iserbyt            | België    | + 2'08" |
| 6.            | Jens Adams             | België    | + 2'21" |
| 7.            | Michael Boroš          | Tsjechië  | + 2'29" |
| 8.            | Witse Meeussen         | België    | + 2'35" |
| 9.            | Thibau Nys             | België    | + 2'44" |
| 10.           | Felipe Orts            | Spanje    | + 2'48" |

### Mannen, beloften
| Plaats        | Renner              | Land      | Tijd    |
| ------------- | ------------------- | --------- | ------- |
| Regenboogtrui | Tibor del Grosso    | Nederland | 52'02"  |
| Zilver        | Emiel Verstrynge    | België    | + 27"   |
| Brons         | Jente Michels       | België    | z.t.    |
| 4.            | Léo Bisiaux         | Frankrijk | + 1'13" |
| 5.            | Rémi Lelandais      | Frankrijk | + 1'28" |
| 6.            | Ian Ackert          | Canada    | + 1'39" |
| 7.            | Victor Van de Putte | België    | + 1'40" |
| 8.            | Yordi Corsus        | België    | + 1'43" |
| 9.            | Martin Groslambert  | Frankrijk | + 1'46" |
| 10.           | Arne Baers          | België    | + 2'18" |

### Mannen, junioren
| Plaats        | Renner           | Land       | Tijd    |
| ------------- | ---------------- | ---------- | ------- |
| Regenboogtrui | Stefano Viezzi   | Italië     | 42'01"  |
| Zilver        | Keije Solen      | Nederland  | + 9"    |
| Brons         | Kryštof Bažant   | Tsjechië   | + 31"   |
| 4.            | Aubin Sparfel    | Frankrijk  | + 48"   |
| 5.            | Albert Philipsen | Denemarken | + 1'02" |
| 6.            | Théophile Vassal | Frankrijk  | + 1'17" |
| 7.            | Michiel Mouris   | Nederland  | + 1'25" |
| 8.            | Jules Simon      | Frankrijk  | + 1'35" |
| 9.            | Senna Remijn     | Nederland  | + 1'43" |
| 10.           | Louis Tanguy     | Frankrijk  | + 1'47" |

### Vrouwen, elite
| Plaats        | Renster                    | Land             | Tijd    |
| ------------- | -------------------------- | ---------------- | ------- |
| Regenboogtrui | Fem van Empel              | Nederland        | 46'19"  |
| Zilver        | Lucinda Brand              | Nederland        | + 1'20" |
| Brons         | Puck Pieterse              | Nederland        | + 1'54" |
| 4.            | Ceylin del Carmen Alvarado | Nederland        | + 2'37" |
| 5.            | Laura Verdonschot          | België           | + 2'52" |
| 6.            | Sara Casasola              | Italië           | + 2'59" |
| 7.            | Annemarie Worst            | Nederland        | + 3'40" |
| 8.            | Clara Honsinger            | Verenigde Staten | + 3'45" |
| 9.            | Inge van der Heijden       | Nederland        | + 3'49" |
| 10.           | Maghalie Rochette          | Canada           | + 3'52" |

### Vrouwen, beloften
| Plaats        | Renster             | Land                | Tijd    |
| ------------- | ------------------- | ------------------- | ------- |
| Regenboogtrui | Zoe Bäckstedt       | Verenigd Koninkrijk | 48'24"  |
| Zilver        | Kristýna Zemanová   | Tsjechië            | + 44"   |
| Brons         | Leonie Bentveld     | Nederland           | + 55"   |
| 4.            | Isabella Holmgren   | Canada              | + 1'08" |
| 5.            | Marie Schreiber     | Luxemburg           | + 1'42" |
| 6.            | Xaydee Van Sinaey   | België              | + 2'14" |
| 7.            | Lauren Molengraaf   | Nederland           | + 2'26" |
| 8.            | Lauriane Duraffourg | Frankrijk           | + 2'51" |
| 9.            | Julie Brouwers      | België              | + 3'03" |
| 10.           | Fleur Moors         | België              | + 3'05" |

### Vrouwen, junioren
| Plaats        | Renster                 | Land                | Tijd    |
| ------------- | ----------------------- | ------------------- | ------- |
| Regenboogtrui | Célia Gery              | Frankrijk           | 37'01"  |
| Zilver        | Cat Ferguson            | Verenigd Koninkrijk | + 5"    |
| Brons         | Viktória Chladonová     | Slowakije           | + 14"   |
| 4.            | Puck Langenbarg         | Nederland           | + 1'04" |
| 5.            | Katerina Douderová      | Tsjechië            | + 1'12" |
| 6.            | Vida Lopez de San Roman | Verenigde Staten    | + 1'54" |
| 7.            | Mae Cabaca              | Nederland           | + 1'55" |
| 8.            | Imogen Wolff            | Verenigd Koninkrijk | + 2'03" |
| 9.            | Amálie Gottwaldová      | Tsjechië            | + 2'06" |
| 10.           | Anaïs Moulin            | Frankrijk           | + 2'30" |

### Gemengde estafette
| Plaats        | Land                | Tijd     |
| ------------- | ------------------- | -------- |
| Regenboogtrui | Frankrijk           | 1u01'23" |
| Zilver        | Verenigd Koninkrijk | z.t.     |
| Brons         | België              | + 32"    |
| 4.            | Canada              | + 1'06"  |
| 5.            | Italië              | + 1'17"  |
| 6.            | Tsjechië            | + 1'18"  |
| 7.            | Verenigde Staten    | + 2'06"  |
| 8.            | Slowakije           | + 3'57"  |
| 9.            | Polen               | + 5'07"  |
| 10.           | Oostenrijk          | + 7'56"  |

## Medaillespiegel
| Plaats | Land                | Goud | Zilver | Brons | Totaal |
| 1      | Nederland           | 3    | 3      | 2     | 8      |
| 2      | Frankrijk           | 2    | 0      | 0     | 2      |
| 3      | Verenigd Koninkrijk | 1    | 2      | 0     | 3      |
| 4      | Italië              | 1    | 0      | 0     | 1      |
| 5      | België              | 0    | 1      | 3     | 4      |
| 6      | Tsjechië            | 0    | 1      | 1     | 2      |
| 7      | Slowakije           | 0    | 0      | 1     | 1      |
| Totaal | Totaal              | 7    | 7      | 7     | 21     |

## Prijzengeld
In onderstaande tabel vindt u de verdeling van het prijzengeld per categorie:
| Pos.   | Mannen/vrouwen | Mannen/vrouwen | Mannen/vrouwen | Estafette |
| Pos.   | Elite          | Beloften       | Junioren       | Estafette |
| ------ | -------------- | -------------- | -------------- | --------- |
| 1.     | € 5.000        | € 2.500        | € 1.250        | € 15.000  |
| 2.     | € 2.500        | € 1.250        | € 675          | € 7.500   |
| 3.     | € 1.250        | € 675          | € 340          | € 3.750   |
| Totaal | € 8.750        | € 4.425        | € 2.265        | € 26.250  |

## Organisatie
De UCI fee om het WK te mogen organiseren, bedroeg CHF 425.000. De UCI nam o.a. de uitgaven m.b.t. het prijzengeld, de accreditaties, de medailles en regenboogtruien op zich.